# Verwaltungsgemeinschaft Triesdorf (1978–1979)
In der Verwaltungsgemeinschaft Triesdorf waren in den Jahren 1978 bis 1979 sechs Gemeinden des mittelfränkischen Landkreises Ansbach zur Erledigung ihrer Verwaltungsgeschäfte zusammengeschlossen.

## Mitglieder
In den zwei Jahren ihres Bestehen gehörten der Verwaltungsgemeinschaft folgende Gemeinden an:
1. Arberg, Markt, 2067 Einwohner, 31,29 km²
2. Burgoberbach, 2311 Einwohner, 12,61 km²
3. Merkendorf, Stadt, 2055 Einwohner, 26,07 km²
4. Ornbau, Stadt, 1360 Einwohner, 15,16 km²
5. Weidenbach, Markt, 1864 Einwohner, 21,71 km²
6. Wolframs-Eschenbach, Stadt, 2018 Einwohner, 25,47 km²

Einwohnerstand ist jeweils 1970 und aus den Vorgängergemeinden addiert.

## Sitz
Sitz der Verwaltungsgemeinschaft war Weidenbach, Namensgeber ist Triesdorf, die ehemalige Sommerresidenz der Markgrafen von Ansbach-Bayreuth.

## Geschichte

### Ursprüngliche Planung
Ein Vorschlag des Landratsamtes Ansbach vom März 1973 sah eine Verwaltungsgemeinschaft Triesdorf mit den Städten und Gemeinden Burgoberbach, Weidenbach mit Großbreitenbronn, Merkendorf mit Hirschlach, Wolframs-Eschenbach mit Biederbach und Selgenstadt, Ornbau und Arberg mit Lellenfeld vor.

### Gründung
Von ihrer Gründung am 1. Mai 1978 bis zum 31. Dezember 1979 bestand die Verwaltungsgemeinschaft aus den Städten Merkendorf, Ornbau und Wolframs-Eschenbach, den Märkten Arberg und Weidenbach und der Gemeinde Mitteleschenbach.

### Auflösung und Neuformierung
Der damalige Merkendorfer Bürgermeister Heinrich Helmreich klagte erfolgreich gegen die Verwaltungsgemeinschaft. Mit Wirkung vom 1. Januar 1980 wurde die Körperschaft aufgelöst. Ornbau und Weidenbach bildeten die neue gleichnamige Verwaltungsgemeinschaft. Wolframs-Eschenbach und Mitteleschenbach wurden zur Verwaltungsgemeinschaft Wolframs-Eschenbach zusammengeschlossen. Die Stadt Merkendorf und der Markt Arberg wurden Einheitsgemeinden mit eigener Verwaltung.